# Roba Gari
Roba Gary Chubeta, né le 12 avril 1982, est un athlète éthiopien spécialiste du 3 000 mètres steeple.

## Carrière
Pour ses débuts sur la scène internationale, en 2007, Roba Gari se classe dixième des Championnats du monde d'Osaka en 8 min 25 s 93. Éliminé dès les séries lors des Jeux olympiques de 2008, il termine, dès l'année suivante, sixième des Championnats du monde de Berlin et quatrième de la Finale mondiale d'athlétisme de Thessalonique. 
En 2010, Roba Gari établit un nouveau record d'Éthiopie du steeple lors du meeting de Doha dans le temps de 8 min 10 s 29. Médaillé de bronze aux Championnats d'Afrique 2010, il se classe deuxième de la Coupe continentale derrière le Kényan Richard Mateelong et améliore son propre record national en 8 min 09 s 87.
Il remporte la médaille d'argent aux Jeux africains de Maputo en 2011.

### Palmarès
| Date | Compétition            | Lieu    | Résultat | Épreuve        | Performance   |
| ---- | ---------------------- | ------- | -------- | -------------- | ------------- |
| 2009 | Championnats du monde  | Berlin  | 6e       | 3000 m steeple | 8 min 12 s 40 |
| 2010 | Championnats d'Afrique | Nairobi | 3e       | 3000 m steeple | 8 min 27 s 15 |
| 2010 | Coupe continentale     | Split   | 2e       | 3000 m steeple | 8 min 9 s 87  |
| 2011 | Championnats du monde  | Daegu   | 5e       | 3000 m steeple | 8 min 18 s 37 |
| 2011 | Jeux africains         | Maputo  | 2e       | 3000 m steeple | 8 min 18 s 42 |
| 2012 | Jeux olympiques        | Londres | 4e       | 3000 m steeple | 8 min 20 s 00 |

### Records
| Épreuve         | Performance       | Lieu | Date        |
| --------------- | ----------------- | ---- | ----------- |
| 3 000 m steeple | 8 min 6 s 16 (NR) | Doha | 11 mai 2012 |